# Jawa (ort)
Jawa (arabiska: جاوا) är en ort i Jordanien. Den ligger i Huvudstadsprovinsen, i den centrala delen av landet, 11 km söder om huvudstaden Amman. Jawa ligger 889 meter över havet och antalet invånare är 10 628.